# 54 a. C.
El año 54 a. C. fue un año del calendario romano prejuliano. En la República romana, fue conocido como el año 700 Ab Urbe condita.

## Acontecimientos

### Por lugar

#### Roma
- Cónsules: Apio Claudio Pulcro y Lucio Domicio Enobarbo.
- Guerra de las Galias
  - Julio: segunda expedición de Julio César a Britania; recibe sumisión nominal del jefe Casivelauno e instala a Mandubracio como un rey amigo.
  - Ambiorix se rebela en la Galia.
- Pompeyo construye el primer teatro permanente en Roma.
- Craso llega a Siria como procónsul.
- Octavia la Menor y Cayo Claudio Marcelo contraen matrimonio.
- El comienzo de la ruptura del Primer Triunvirato con la muerte de la hija de César, Julia, esposa de Pompeyo.

## Fallecimientos
- Julia durante el parto del hijo de Cneo Pompeyo Magno.